# Luigi Venzano
Luigi Venzano (Sestri Ponente, 2 giugno 1885 – Genova, 7 novembre 1962) è stato uno scultore italiano, molto attivo nel periodo tra le due guerre.

## Biografia
Inizia a lavorare nel 1896 come apprendista artigiano, tra il 1901 e il 1912 frequenta l'Accademia Ligustica di Belle Arti di Genova, mentre apre una bottega di intagliatore; nel 1913 vince il pensionato quadriennale di scultura Gian Luca Durazzo, che gli permette di trasferirsi a Roma per approfondire gli studi di scultura.
Dopo un periodo di servizio militare (1916-1918) inizia l'attività di scultore nella sua Sestri Ponente.
Negli anni venti partecipa a diversi concorsi per monumenti ai caduti, aggiudicandosi quelli di Porto Maurizio, Borzoli, il Monumento ai caduti (Savona), e l'incarico per quello di Sestri Ponente.
Negli anni trenta la sua non iscrizione al PNF gli preclude di concorrere ad altre opere pubbliche, ed è più attivo su temi di arte funeraria, arte sacra e ritrattistica, tra cui il Sacro Cuore dalla chiesa di Vado Ligure, tombe Inga e Vicini al Cimitero Monumentale di Staglieno, tombe Rapallo, Carrer a Sestri, tomba Berdini a Fermo e tomba Segala a Tirano.
La Accademia Ligustica di Belle Arti lo nomina Accademico di Merito della Classe di Scultura (1923) e, successivamente Deputato agli Studi (1939).
Dopo la seconda guerra mondiale realizza il Sacrario per i Partigiani Sestresi (1950) e partecipa alla vita artistica, con mostre personali e collettive.

## Musei e opere
- Galleria d'Arte Moderna (Genova Nervi) "Giorgio", testina in bronzo
- Museo gipsoteca studio Venzano, a Genova in Via Jacini 6, raccoglie gessi, documenti e disegni nel luogo in cui era situato il suo studio laboratorio.